# مودرا هورکا
مودرا هورکا (به چکی: Modrá Hůrka) یک منطقهٔ مسکونی در جمهوری چک است که در شهرستان چسکه بودیوویتسه واقع شده‌است. مودرا هورکا ۳٫۹۵ کیلومتر مربع مساحت و ۷۴ نفر جمعیت دارد و ۵۱۳ متر بالاتر از سطح دریا واقع شده‌است.